# Typhlodromus yinchuanensis
Typhlodromus yinchuanensis är en spindeldjursart som beskrevs av Liang och Hu 1988. Typhlodromus yinchuanensis ingår i släktet Typhlodromus och familjen Phytoseiidae. Inga underarter finns listade i Catalogue of Life.